# Carlos Felipe Álvarez
Carlos Felipe Álvarez Garavito (Barquisimeto, 3 de agosto de 1983) es un actor y modelo venezolano.

## Biografía
Con tan solo 16 años, comenzó haciendo comerciales de Movilnet y Maltin Polar entre otros. Hizo un casting en RCTV y fue becado por la academia del canal. Estuvo estudiando nueve meses actuación.
Para 2002, y luego de culminados sus estudios como actor, partió hacia la universidad donde estudió administración. Paralelo a ello, realizó un nuevo casting y pasó la prueba para interpretar a Aquiles Villanueva en la telenovela Mi gorda bella (2002), junto a Natalia Streignard como Valentina Villanueva y Juan Pablo Raba como Orestes Villanueva, el hermano de Aquiles.
Dos años más tarde, participó en la producción Estrambótica Anastasia (2004), nuevamente con Juan Pablo Raba y Norkys Batista. Más adelante, realizó el papel del sacerdote Francisco en la exitosa novela Amantes (2005), ambientada a principios del siglo XX, y cuyos protagonistas fueron Chantal Baudaux (Isabel Sarmiento) y Juan Carlos Alarcón (Camilo Rivera).
Hacia 2006 participó en su cuarta producción para RCTV titulada Y los declaro marido y mujer (2006), interpretando a Bernardo Romero, compartiendo créditos con Yelena Maciel. La novela, grabada en la Isla de Margarita (Nueva Esparta), alcanzó 6.5 puntos de sintonía y fue emitida en cinco países, entre ellos España y Bosnia-Herzegovina, bajo otro título: Amor infiel.
Al año siguiente, actuó en la súper exitosa telenovela Toda una dama (2007), junto a Cristina Dieckmann, Ricardo Álamo, y los jóvenes actores Reinaldo Zavarce y María Gabriela de Faría. Allí Carlos Felipe realizó el papel de Juan Moreira. Pese a ser una versión del original Señora (1987), triplicó en cifras de sintonía a la novela que anteriormente participó y se alcanzó a proyectar a más de 30 países, entre ellos Colombia.
Para 2009, tuvo una aparición fugaz en la producción Libres como el viento (2009), basada en la novela del escritor Rómulo Gallegos Una brizna de paja en el viento (1952). Personificó a un estudiante y líder universitario llamado Reinaldo Torres, quien termina asesinado por manos criminales en cabeza de Marcos Chaparro, interpretado por Hernán Marcano.
Después de seis esfuerzos actorales y ocho años en las pantallas chicas, Carlos Felipe alcanzó su primer papel protagónico en la telenovela titulada Que el cielo me explique (2010), junto a Marianela González y Mónica Spear. Allí personifica a un policía llamado Santiago Robles, quien se enamora inicialmente de Violeta (Spear), luego de ser asesinada por criminales, Tania (González) llegará a su vida para rescatarlo de esta situación.
En marzo del 2011 debutó en las pantallas de Venevisión a través de la producción dramática La viuda joven, la cual logró batir éxitos de audiencia en el horario estelar, aquí interpreta a Josue un policía cristiano que se enamora de una joven de la calle Yelena Maciel, la cual tuvo una aventura años atrás con el padre de Josue lo que desencadenara una historia dramática. 
En el año 2012 participa en Dulce amargo de Televen en coproducción con Cadena tres dando vida a un chef repostero de nombre Jesús Andrés. Es el galán juvenil y romántico de la historia, donde vive un triángulo de amor con los personajes de Oriana Colmenares y Georgina Palacios. 
En el año 2013 participa en Nora, y al año siguiente es el elegido para protagonizar Piel salvaje junto a la ex Miss Venezuela 2011 Irene Esser dando vida a Maximiliano Esquivel, con esta producción vuelve a su casa RCTV.
En 2018 es el protagonista del vídeo musical «Me niego» compuesta por Reik, Ozuna y Wisin. Aparece también la actriz venezolana Ornella de la Rosa; ambos eran pareja en la vida real en el momento de rodar el vídeo.
En 2022 se casó con la actriz Mariángel Ruiz

## Filmografía
| Año  | Título                       | Personajes                  |
| ---- | ---------------------------- | --------------------------- |
| 2018 | Corazón traicionado          | Gustavo Clark               |
| 2016 | Piel salvaje                 | Maximiliano Esquivel        |
| 2014 | Nora                         | Adrián Mejía                |
| 2012 | Dulce amargo                 | Jesús Andrés Aguilera       |
| 2011 | La viuda joven               | Josué Calderón Humboldt     |
| 2011 | Que el cielo me explique     | Santiago Robles             |
| 2009 | Libres como el viento        | Reinaldo Torres             |
| 2007 | Toda una dama                | Juan Moreira                |
| 2006 | Chao Cristina                | Jorge Paiva Cáceres         |
| 2006 | Y los declaro marido y mujer | Bernardo Romero             |
| 2005 | Amantes                      | Padre Francisco             |
| 2004 | Estrambótica Anastasia       | Nicolás Álvarez Borosfky    |
| 2002 | Mi gorda bella               | Aquiles Villanueva Mercouri |

| Año  | Artista                | Título               |
| ---- | ---------------------- | -------------------- |
| 2018 | Reik ft. Ozuna y Wisin | "Me niego"           |
| 2017 | Daddy Yankee ft. Ozuna | "La Rompe Corazones" |